# Богомолов, Владимир Осипович
Влади́мир О́сипович (Иосифович) Богомо́лов (до 1948 года Войтинский, до 1953 года Богомолец; 3 июля 1924, Москва или деревни Кирилловка или Кириллово — 30 декабря 2003, Москва) — советский и российский писатель.

## Биография
Родился 3 июля 1924 года в Москве в еврейской семье. Его родители Иосиф Савельевич Войтинский (1884—1943) и Надежда Павловна Богомолец (урождённая Тобиас, 1885 — после 1945) жили в гражданском браке. Учился в школе № 64 Киевского района в одном классе с художником-монументалистом Алексеем Штейманом (1924—1988). В 1920-е годы семья жила на Сретенке, № 21, кв. 4. Его отец, профессор по кафедре трудового права Высшей школы профсоюзного движения, был арестован в 1938 году, умер в заключении.

26 июля 1941 года вместе с матерью был эвакуирован в село Бирючевка Бугульминского района Татарской АССР, где в 1942 году работал в колхозе «Новый мир». В начале июня 1943 года был призван Акташским РВК (Татарская АССР) и через казанский пересыльный пункт направлен в распоряжение начальника эвакуированного в Ижевск Ленинградского артиллерийско-технического училища. 

Направление Вл. Войтинского [Богомолова] старшим группы в распоряжение начальника Артиллерийского Технического Училища в г. Ижевске, с факсимиле подписи.

 8 июля 1943 года выбыл из войсковой части п/п 59904 (Кострома). 5 февраля 1944 года был призван Армавирским городским военкоматом в Краснодарском крае. 12 февраля 1944 года принят в 15-й запасной стрелковый полк, 6-ю роту. 18 февраля 1944 года был направлен в 356 запасной стрелковый полк (прибыл 10 марта 1944 года), откуда в звании гвардии старшего сержанта был переправлен в 50-й запасной стрелковый полк и назначен помощником командира взвода и 28 апреля 1944 года выбыл в 8-й механизированный корпус (к этому времени уже перенёс одно ранение). В документе, уточняющем потери от 30 декабря 1946 года, указывается, что рядовой В. И. Войтинский пропал без вести в феврале 1944 года, но донесение начальнику управления по учёту погибшего и пропавшего без вести рядового и сержантского состава от 12 февраля 1947 года просить снять с учёта потерь рядового Владимира Иосифовича Войтинского, «так как при обследовании инспектором Райсобеса выяснилось, что он жив, находится на Чукотке, и на днях имел разговор оттуда со своей матерью». В 1945—1947 годах в звании лейтенанта проходил службу на Дальнем Востоке (в документе о награждении медалью «За победу над Германией в Великой Отечественной войне 1941—1945 гг.» от 15 октября 1947 года лейтенант Владимир Иосифович Войтинский указан как оперуполномоченный периферийного объекта Управления контрразведки МГБ Дальневосточного военного округа). Далее находился на службе в качестве политработника до демобилизации в 1949 году. Другие подробности военной службы известны лишь на основании беллетризованных и противоречивых воспоминаний самого писателя.
Вошедшие в выпущенное после смерти писателя в 2008, 2012 и 2014 годах двухтомное издание его произведений документы, относящиеся к его военной биографии, но не подтверждённые фотокопиями, утверждают, что Владимир Богомолов (Богомолец, Войтинский) был на службе в армии с июля 1941 года курсантом, затем после ранения и лечения, был призван в действующую армию Акташским РВК Татарской АССР 15 июня 1943 года, воевал под Житомиром и Кировоградом, в Белоруссии, с осени 1944 года служил в звании лейтенанта оперуполномоченным УОО/УКР МГБ в частях и подразделениях Красной Армии в Белоруссии, Польше, Германии, Маньчжурии, Южном Сахалине до конца 1949 года.

## Литература и общественная деятельность

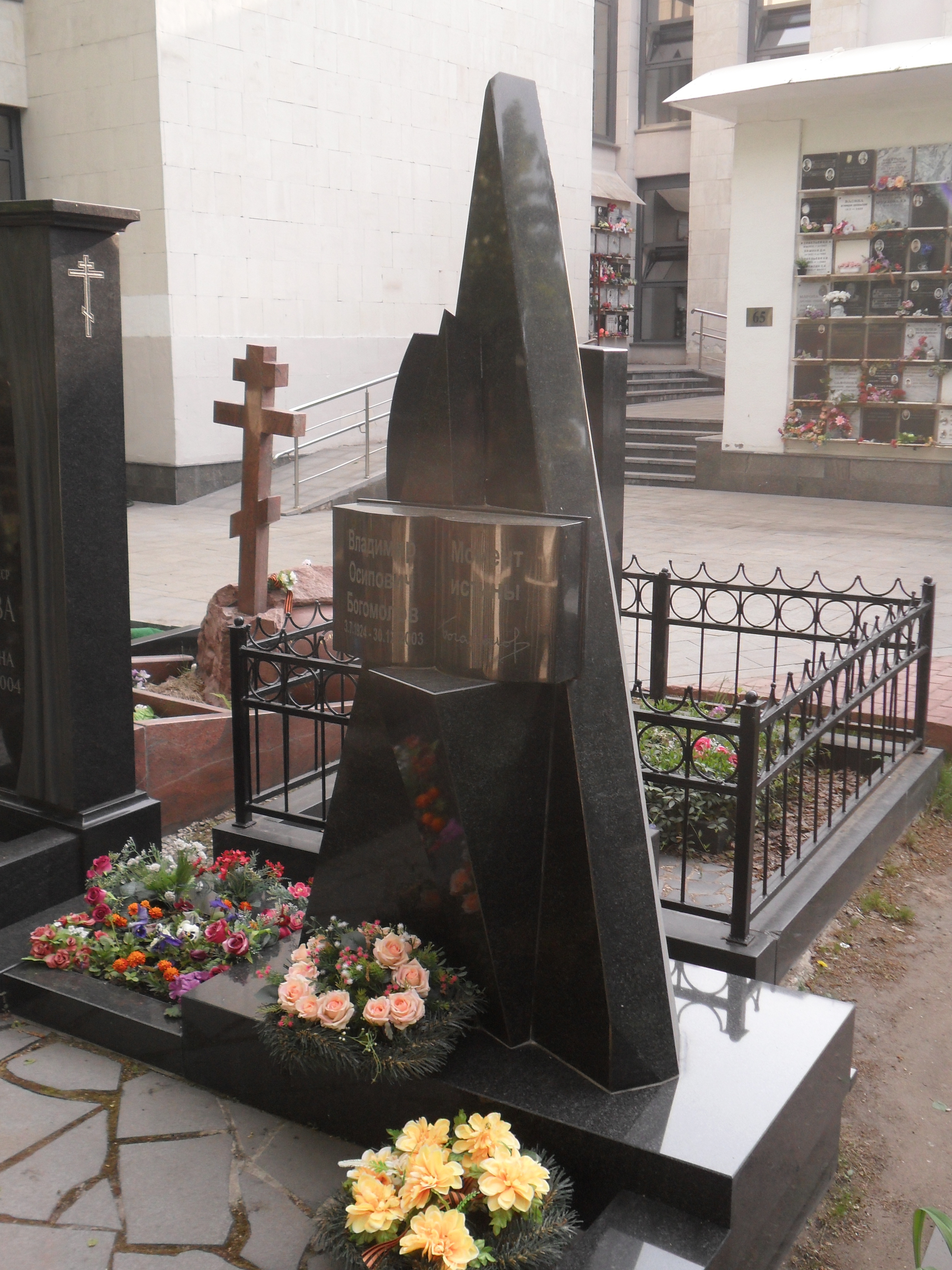
Могила Богомолова на Ваганьковском кладбище.

## Альтернативная биография

Акт о награждении и вручении медали «За победу над Германией» военнослужащим ОКР/УКР МГБ ДВВО, включая Владимира Войтинского (Богомолова),
оперуполномоченного УКР МГБ одной из воинских частей на территории Юж. Сахалина, лейтенанта.
(1947 год, ЦАМО)